# Proyecto Arkano
Proyecto Arkano és el primer programa de Producciones del Barrio presentat per Arkano, el raper que li dona nom. RTVE va estrenar aquest programa el dilluns 4 de març de 2019. Arkano, acompanyat per adolescents de 18 i 21 anys, reflexiona sobre problemes i aspectes de la societat com són el masclisme i el feminisme, el culte a la imatge, l'assetjament escolar, l'autoritat i els límits, les Xarxes socials a Internet, les Relacions sexuals, les Drogues i el futur. Temes transcendentals pel públic jove que, combinant diferents perspectives i vivències personals dels protagonistes, aporta informació de valor, amb el rap com a fil conductor.
Els sis protagonistes que acompanyen a Arkano (Rakso, Bruno, Cristina, Laia, Judit i Òscar) no tenen un problema concret, sinó que representen a qualsevol jove de la seva edat. Com a tercer pilar de Proyecto Arkano, entren en escena els pares dels joves, testimonis de les reflexions dels seus fills a través del taller de rap, que descobreixen com són realment i què els interessa o preocupa. El programa compta amb l'assessorament professional d'Aina Aguilar, educadora especialitzada en adolescents, que els dona claus per a millorar les seves relacions. El famós raper Arkano condueix aquesta reflexió dels adolescents i proposa una sortida a les seves inquietuds a través de la música i ajuda a establir una nova relació entre pares i fills. Una producció de RTVE en col·laboració amb Produccions del Barri.

## Arkano
Guillermo Rodríguez, més conegut com a Arkano, va néixer el 23 de març de 1994 a Alacant, Espanya. Llicenciat en enginyeria informàtica, va saltar al triomf l'any 2009, coronant-se «Campió Nacional de la Red Bull Batalla dels Galls» amb tan sols 15 anys, entrant en la cultura Hip-hop. Arkano va voler expressar el que sentia a través de rimes i ho va anar construint a través dels anys amb molt d'esforç.
Considerat com un dels millors "freestylers" mundialment, amb el títol de Campió Internacional de la Red Bull Batalla dels Galls 2015 i el Rècord Guinness de temps improvisant rimes, va aconseguir la marca de 24 hores, 34 minuts i 24 segons. Aquest repte va ser seguit mundialment per més d'1,7 milions de persones (Red Bull TV) i presenciat en la Porta del Sol de Madrid per unes 30.000 persones. A més, Arkano als 24 anys destaca per ser un referent no només en l'expressió musical, atès que la seva implicació en l'acció social l'ha convertit en un líder d'opinió que transcendeix més enllà del gènere en el qual s'emmarca, sinó també per la seva intenció de trencar tota mena de cànons estètics establerts dins de la música rap, deixant així a un costat les etiquetes associades al gènere. Amb aquesta voluntat de canvi social i la seva passió pel gènere, Arkano va aconseguir portar les seves rimes per tot Espanya, Argentina, Xile, Panamà, Mèxic o Perú, generant així un potent suport i impacte en la Comunitat d'Estats Llatinoamericans i Del Carib.
Arkano representa un exemple de superació per als joves del programa, ja que, abans de triomfar en el món del Rap i rebre grans reconeixements, va sofrir assetjament escolar i va aprendre a canalitzar els seus problemes a través de la música. Amb 8 anys, va descobrir el rap i li va servir com a eina per a expressar-se i acabar amb les seves inseguretats, a més va proporcionar-li l'oportunitat de reivindicar que tenia dret a ser escoltat. Un artista compromès que busca l'oportunitat d'ajudar i entendre a altres joves.

## Programes

### Masclisme i feminisme
En el seu primer programa, 'Proyecto Arkano' demostra que, per sort, la percepció sobre el masclisme i el feminisme evoluciona. Coincidint amb la setmana del 8 de març (8M), el dia de la dona, el programa tracta amb franquesa els "micromasclismes", el llenguatge sexista, la violència de gènere, els abusos sexuals i les relacions tòxiques. Els protagonistes expressen la seva opinió sobre aquest tema i defensen la igualtat de gèneres.

### Relacions Sexuals
En aquest segon programa, els joves parlen sobre la virginitat i el pensament que té cada generació sobre la sexualitat, la fidelitat, les tendències sexuals, algunes aplicacions del moment per a fer contactes com Tinder i el poliamor. El programa dona veu tant als joves com als pares dels mateixos i recopila les opinions i perspectives diferents que tots dos grups tenen sobre les relacions i la sexualitat.

### Autoritat i límits
Aina Aguilar, l'educadora social del programa, dona pautes als pares dels sis protagonistes per a ajudar-los a posar límits als seus fills i donar consells per a millorar l'educació. Els joves protagonistes mostren les seves vivències i la seva vida quotidiana, on el mòbil està molt present en totes les seves accions, mostrant una dependència molt habitual en els joves.

### Drogues i ansietat
Aquest programa tracta sobre les experiències amb begudes alcohòliques i altres substàncies nocives per a la salut dels joves protagonistes. Dos d'ells, confessen els seus problemes d'ansietat i els motius que els pertorben.
Aina Aguilar, es reuneix amb els pares per a tractar la temàtica del consum de les drogues i l'alcohol, un hàbit que els joves segueixen de forma més o menys regular, sense ser conscients dels efectes perjudicials que aquest comportament té per a la salut.

### Xarxes Socials
En el cinquè programa es representa l'addicció per les xarxes socials i per la intensa obsessió dels joves per estar contínuament connectats i mostrar part de les seves vides. Aina Aguilar, l'educadora, dona pautes als pares sobre a quina edat cal donar el mòbil als adolescents i en quin context fer-lo. Els protagonistes, acompanyats d'Arkano, parlen que representen les xarxes per a cadascun d'ells.
Les temàtiques que es tracten en aquest capítol són l'addicció, les xarxes socials i el cyberbullying.

### Assetjament escolar
En aquest sisè programa, els joves analitzen la seva conducta, comparteixen les seves emocions i els seus actes durant algunes etapes de la seva vida. Expliquen les seves experiències sobre l'assetjament escolar i com actuar sobre aquest tema. Arkano, promou la conscienciació sobre l'assetjament escolar en tots els seus aspectes, parlant de víctimes, agressors i testimonis.

### Imatge
Arkano, Rakso, Laia, Bruno, Cristina, Judit i Òscar reflexionen sobre la importància de la imatge en la societat actual, la seva afectació en tots els àmbits de la societat, i la formació d'un senyal d'identitat. Analitzen l'ús de les xarxes socials per a augmentar la seva autoestima, el culte al cos, i la preocupació per l'aparença davant els altres, arribant a la conclusió que la imatge pública està relacionada amb la psicologia de les persones.

### Futur
Els sis adolescents reflexionen sobre el futur, la presa de decisions sobre una professió futura quan en tenir 18 anys han d'escollir uns estudis superiors o començar a treballar; la interpretació i visió del futur i l'oportunitat de viure a l'estranger per a obtenir una millor qualitat de vida. Els joves no saben que els presentarà el futur però tampoc els preocupa.

## Producciones del Barrio
Produccions del Barri és una productora de televisió liderada per Jordi Évole i Ramon Lara, qui fa més de 20 anys que es dediquen al sector audiovisual. La productora va ser creada en 2015 en Esplugues de Llobregat, província de Barcelona. El seu equip multidisciplinari comprèn les àrees de redacció, guió, producció, realització, ambientació, postproducció, documentació i comunicació, gestionant tota la cadena de producció de continguts. Produccions del Barri neix en 2015, després que Jordi Évole i El Terrat posessin fi a la producció conjunta de Salvados després de 10 temporades. El diumenge 11 d'octubre del 2015, Produccions del Barri comença la seva nova etapa de Salvados pre-estrenant temporada amb una entrevista especial a Julio Iglesias.
El segon projecte d'aquesta productora sorgeix en 2017 amb el nom de Males companyies: Històries anònimes de la corrupció. Conduït per Cristina Pardo i sorgeix per a desgranar les trames de la corrupció de la Comunitat Valenciana, Catalunya i Andalusia des d'un altre punt de vista. En 2018, neix Benvingudes al nord, benvingudes al sud on set dones catalanes d'avançada edat viatgen a Andalusia i altres set dones andaluses fan el propi, en aquest cas, cap a Catalunya per a conviure en aquestes Comunitats Autònomes amb la finalitat d'acostar les diferències entre una comunitat autònoma i una altra.
El març de 2019, la productora obre horitzons fora d'Atresmedia amb el Proyecto Arkano, un nou programa conduït pel raper Arkano, on sis joves de 18 a 21 anys reflexionen sobre problemes i vivències dels adolescents d'avui (assetjament escolar, xarxes socials, sexe, etc.), i amb el rap com a fil conductor.